# جدنوستکا وویسکووا کوماندوسو
جدنوستکا وویسکووا کوماندوسو (انگلیسی: JW Komandosów) یگان نیروهای ویژه زیرمجموعه نیروهای ویژه لهستان است، که در سال ۱۹۶۱ تأسیس شد.